# 法華宗
法華宗（ほっけしゅう）とは、妙法蓮華経を依拠教典とする仏教の宗旨に対して使用される呼称のひとつ。以下の各種の用法で用いられる。
1. 隋代の智顗を開祖とし、平安時代の最澄によって日本に伝来した宗派。天台宗の別称。天台法華宗。
2. 日蓮を開祖とする宗旨の名称。宗旨「日蓮宗」の別称。伝統仏教十三宗旨の一つとしての呼称。日蓮門下の全門流の総称としての呼称。建武元年（1334年）に後醍醐天皇より日像が宗派の名として法華宗の宗号を賜ったという。かつては（天台法華宗に対し）日蓮法華宗とも称した[1]。
3. 日蓮を開祖とする宗派のうち、勝劣派の諸門流が形成した宗教法人の多くによって用いられる名称。

## 宗旨「天台法華宗」の系統をひくおもな宗派
最澄は自身の諸著作で「天台法華宗」または「天台法華円宗」と記し、「天台宗」という略称は用いなかった。
- 天台宗 - 下記の分派との差別化のため山門派、円仁派とも。 ⇒ 天台宗
- 天台寺門宗 - 長等山園城寺を総本山とする上記の一派。寺門派、円珍派。
- 天台真盛宗 - 戒光山西教寺を総本山とする上記の一派。真盛派。

## 宗旨「法華宗」（日蓮宗）
「宗旨」としての「法華宗」（日蓮宗）については十三宗五十六派および日蓮宗#宗旨・日蓮宗の概要を参照

## 「法華宗」を冠する勝劣派の諸門流と宗派
- 法華号を冠した宗派名を使用する門流と宗派(宗教法人)
  - 日真門流：一致派の日像門流(四条門流)から独立した門流。現在、慧光山本隆寺を総本山とする法華宗真門流。
  - 日隆門流：一致派の日像門流(四条門流)から独立した門流。現在、本能寺はじめ本興寺、徳永山光長寺、長国山鷲山寺の四山を大本山とする法華宗本門流および、卯木山妙蓮寺を総本山とする本門法華宗など。
  - 日陣門流：一致派の日静門流(六条門流)から独立した門流。現在、長久山本成寺を総本山とする法華宗陣門流。
  - 日什門流：一致派の日常門流(中山門流)から独立した門流。現在、門流所属寺院のうち約200ヶ寺が妙塔山妙満寺を総本山とする顕本法華宗
  - 日興門流(富士門流)：勝劣派の門流。門流の八本山のひとつ西山本門寺と末寺の一部が現在単立の宗教法人法華宗興門流